# Bruno Palma
Bruno Palma (Milano, 3 settembre 1911 – ...) è stato un calciatore italiano, di ruolo ala.

## Carriera
Ha fatto il suo esordio nel Brescia ad Ancona il 12 settembre 1937 in Anconitana-Brescia (2-1), disputando in quella stagione in Serie B 32 partite e segnando 7 reti. Segnò una tripletta il 7 novembre 1937 nella partita Brescia-Messina (4-0).
Nella successiva stagione 1938-1939 ha giocato a Ferrara con la SPAL, poi per due anni a Legnano ed altrettanti a Busto Arsizio con la Pro Patria, in seconda serie.